# 王学颜 (1904年)
王学颜（1904年—1999年），字仰之，男，回族，天津人，中华人民共和国政治人物，曾任天津市北辰区政协副主席。

## 生平
1904年生于天津府穆家庄。其高祖王德舆是咸丰元年（1851）举人，在乡里开办“王记大书房”颇有盛名。后就读天津市官立中学堂（今天津三中）

### 北伐时期
1925年，考入冯玉祥在河北省张家口地区主办的西北陆军干部学校。后来又转到河北军事政治学校（中央军校）炮兵科学习，第二年毕业。
陇海战役期间，王学颜奉冯玉祥命令前往河南、陕西等地招募新兵，并任补充团团长。后来中原大战失利，冯玉祥下野，部队被蒋介石改编，王学颜就跟随十三路军总指挥石友三转移到河北省顺德任干部学校教官，来又前往第六师十八旅，担任隋长仲部任参谋长。

### 抗日战争
1932年，王学颜又出任河北省立第一中学（即前面所说的“直隶省官立第一中学”，今天津市第三中学）教官，后任南开系列学校（大学与中学）军训教官，得到当时的校董张伯苓、李邦翰赏识。1935年，张自忠将军担任天津市长，王学颜出任天津市体育训练委员会主任。
1937年“七七事变”后，王学颜跟随当时的国民党三十八师抗击驻津日军。与天津市的教育界人士齐壁亭、刘清扬等成立敌后武装，负责军事。8月初，王学颜经冯玉祥介绍，南下南京，在中央训练总监部唐生智部，担任上校部副。南京失守后，又辗转到重庆国民党中央军事委员会政治部担任上校部副，旋升少将部副，接受当时的少将部张治中部长的领导。
1944年3月，出身西北军的王学颜被国防部指派担任第二十八集团军李仙洲部下辖第八十九军顾锡九下辖第二十师副师长兼政治部主任（师长赵桂森）。参加豫中会战，驻守河南偃师、漯河一线，并在颖桥与敌军展开激战。经过48小时激战，20师伤亡惨重，下辖三个团有两个团团长殉国，部队不得不撤退到鄂西整编。

### 国共内战时期
二战结束后，王学颜任国民党第二十师少将副师长兼政治部主任。后来又调任十七师少将副师长兼政治部主任，该年末奉命率部渡黄河进攻解放区，在河南孟县被人民解放军俘虏，被送往晋冀鲁豫军区学习。1948年7月，王学颜回南京，国民党国防部授予少将部副衔，派到傅作义部陆军第六训练处任少将组长。
但在1949年的冬天，因西南告急，王学颜奉国民党中央军校校长张耀明电召去成都。王学颜在军校教育长李永中的带领下，与贺龙部十八兵团取得联系，决定带领学校教职员工和学员集体哗变。中央军校哗变后，被改编为中国人民解放军十八兵团随营学校，由四川大邑调到新都，王学颜仍任原职。 

### 中华人民共和国成立
1950年，王学颜因病回原籍，中共给予“起义证明”。文革时期，受到一定冲击。1980年，王学颜当选为天津市北辰区第八届人民代表大会代表，1981年加入民革，1983年被安排为天津市政协第七届委员，1984年3月至1993年2月连续4届当选为北辰区政协副主席。